# Gaetano Piattoli
Gaetano Piattoli (Ferrara, 1703 – Roma, 1774) è stato un pittore italiano.

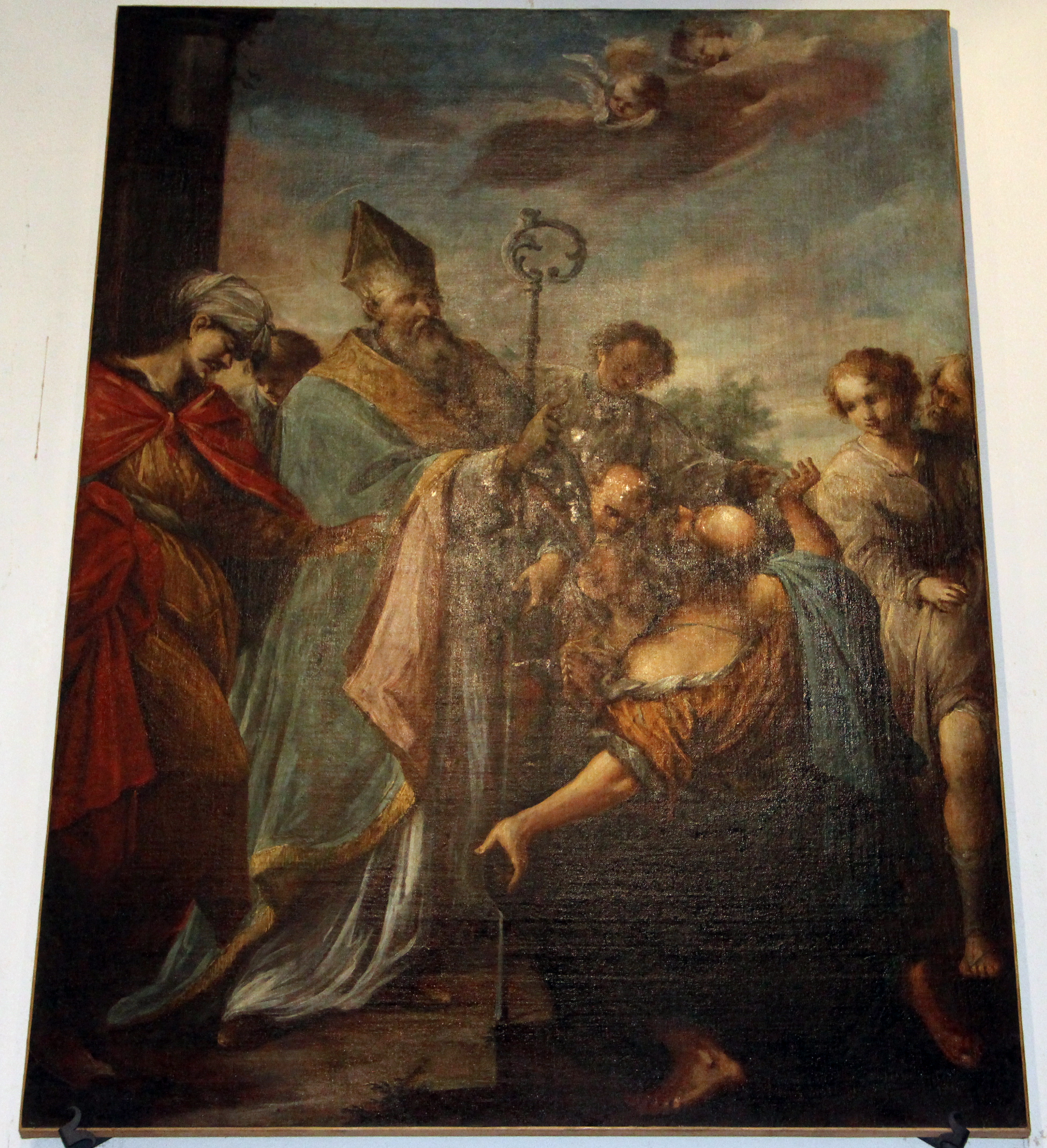
Miracolo di S. Biagio

Attivo prevalentemente a Firenze come ritrattista. Padre di Scipione Piattoli.